# 中国外文出版发行事业局
中国外文出版发行事业局（简称中国外文局），对外称中国国际传播集团（China International Communications Group），是中共中央直属事业单位（现由中共中央宣传部代管），是承担中国共产党和中华人民共和国对外出版宣介任务的传播机构。该局前身是成立于1949年10月的中央人民政府新闻总署国际新闻局。

## 沿革

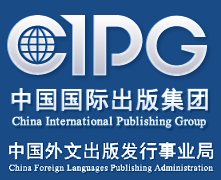
中国国际出版集团时期的标志

1949年1月，中央人民政府新闻总署国际新闻局成立。1952年7月，经中央人民政府政务院批准，国际新闻局正式改组为外文出版社。1954年12月，中央人民政府出版总署与文化部合并，成立中华人民共和国文化部；外文出版社在行政上转由文化部出版事业管理局领导，业务方针仍由中共中央宣传部领导。
1963年9月，中国外文出版发行事业局成立，直属中华人民共和国国务院。文化大革命期间，1970年4月，外文局由中华人民共和国外交部代管。1972年1月，外文局由中共中央对外联络部代管。
1982年2月，外文局与中华人民共和国文化部、 中华人民共和国对外文化联络委员会 、国家文物局、国家出版事业管理局等五个机构合并为新的文化部；外文局成为文化部领导的局级单位。
1991年12月，经中国共产党中央委员会批准，外文局全建制自文化部划出，成为独立的事业单位（副部级），由中央对外宣传小组归口管理。1995年12月1日，外文局作为中共中央所属事业单位，由中共中央对外宣传办公室代管。
2010年11月下旬，外文局下屬之外文出版社、新世界出版社、華語教學出版社、海豚出版社、朝華出版社、中國畫報出版社、新星出版社和中國國際圖書貿易總公司全部完成轉企改制工作，由事業單位改制為有限責任公司。
2014年，中央外宣办并入中央宣传部。外文局现为中共中央直属事业单位，由中共中央宣传部代管。
2022年1月19日，经中宣部批准同意，中国外文局对外名称由“中国国际出版集团”变更为“中国国际传播集团”，当日举行了揭牌仪式。
曾在外文局工作过的知名人士包括：演员兼原文化部副部长英若诚、翻译家杨宪益和叶君健、作家萧乾和徐迟、漫画家丁聪、2000年诺贝尔文学奖得主高行健、诗人北岛、外交部原部长乔冠华、联合国原副秘书长唐明照等。

## 职责
根据《中国外文出版发行事业局主要职责内设机构和人员编制规定》，中国外文局承担下列职能：
1. 贯彻执行中央有关对外宣传的方针、政策，总体规划对外书刊的出版、印刷、发行以及互联网、舆情研究、对外翻译等业务工作。
2. 规划、管理本系统书刊进出口和音像制品出口业务，组织参加有关书刊国际展览。
3. 根据书刊对外宣传需要，开展多种形式的国际合作与交流，规划、管理本系统国际合作出版发行和中外文版权交易。
4. 管理本系统聘请的外国专家和外籍工作人员；规划、筹建和管理本系统在海外派出机构。
5. 统一管理全局事业、基建经费的预算、申报、使用、结算和审计，审核、监督局属企业财务。
6. 根据干部管理权限，负责全局干部人事工作；受人事部委托，负责组织全国翻译系列高级专业技术职务任职资格的考试评审工作。
7. 完成中共中央各相关部门交办的其他工作。

## 机构设置
根据《中国外文出版发行事业局主要职责内设机构和人员编制规定》，中国外文局设置下列机构：

### 内设机构
- 办公室
- 总编室
- 国际合作部
- 计划财务部
- 人事部
- 直属机关党委

### 直属事业单位
- 中国互联网新闻中心（中国网）
- 当代中国与世界研究院[註 1]
- 中国对外书刊出版发行中心（国际传播发展中心）
- 中国外文局美洲传播中心（北京周报社）
- 中国外文局西欧与非洲传播中心（今日中国杂志社）
- 中国外文局中东欧与中南亚传播中心（人民画报社）
- 中国外文局亚太传播中心（人民中国杂志社、中国报道杂志社）
- 中国外文出版发行事业局翻译院
- 中国外文局文化传播中心
- 中国外文局教育培训中心
- 中国外文局服务中心

### 直属企业单位
- 中国网传播有限公司
- 中国国际图书贸易集团有限公司
- 外文出版社有限责任公司
- 新世界出版社有限责任公司
- 华语教学出版社有限责任公司
- 新星出版社有限责任公司
- 中国画报出版社有限责任公司
- 海豚出版社有限责任公司
- 朝华出版社有限责任公司
- 北京煦方国际数字文化传媒有限公司
- 北京博声国际文化交流有限公司

#### 海外机构
- 和平图书有限公司（香港）
- 华媒国际集团公司（旧金山）
- 常青图书（美国）有限公司（旧金山）
- 中国书刊社（旧金山）
- 长河出版社（旧金山）
- 德国中国图书贸易有限公司（法兰克福）
- 北京周报社北美分社（纽约）
- 北京周报社中非传媒出版有限公司（南非）（北京周报社非洲分社）（约翰内斯堡）
- 今日中国杂志社中东分社（开罗）
- 今日中国杂志社拉美分社（墨西哥城）
- 《今日中国》土耳其文版（伊斯坦布尔）
- 今日中国杂志社秘鲁代表处（利马）
- 《今日中国》葡萄牙文版（圣保罗）
- 人民画报社莫斯科分社（莫斯科）
- 人民中国杂志社东京支局（东京）
- 华语教学出版社伦敦分社（伦敦）
- 常青图书（英国）有限公司（伦敦）
- 光华书店（伦敦）
- 长城书店（布鲁塞尔）
- 国图集团公司东京联络事务所（东京）
- 长城书店（洛杉矶）
- 法国百周年出版社（巴黎）
- 中国图书贸易（加拿大）有限公司（多伦多）[8]

### 主管社会团体
- 中国翻译协会
- 中华全国世界语协会

## 历任领导
| 中央人民政府新闻总署国际新闻局局长 - 乔冠华（1949年10月—1952年6月） | 中央人民政府新闻总署国际新闻局副局长 - 刘尊棋（1949年10月—1952年6月） |

| 外文出版社社长 - 师哲（1952年7月—1958年8月，中央编译局局长兼） - 吴文焘（1958年9月—1960年，兼社总编辑） - 罗俊（1960年—1963年9月，对外文委副主任兼） | 外文出版社副社长 - 刘尊棋（1952年7月—1955年10月停职审查，兼社总编辑） - 吴文焘（1953年5月—1958年9月） - 阎百真（？—1963年9月） |

| 中国外文出版发行事业局局长 - 罗俊（1963年9月21日—文革开始） - 施诚（1968年6月—1970年5月，军管小组组长） - 杜万荣（1970年5月—？，军管小组组长） - 冯铉（1972年—1979年11月，中联部副部长兼） - 罗俊（1979年12月18日—1981年3月29日） - 吴文焘（1981年3月30日—1982年4月23日） - 段连城（1982年4月24日—1984年8月21日） - 范敬宜（1984年8月22日—1986年3月28日） - 林戊荪（1988年2月—1993年4月） - 杨正泉（1993年4月—2001年3月） - 蔡名照（2001年4月—2009年7月） - 周明伟（2009年7月—2017年2月） - 张福海（2017年2月—2018年5月） - 杜占元（2018年12月—） | 中国外文出版发行事业局副局长 - 江牧岳（1963年9月—？） - 阎百真（1963年9月—？） - 穆欣（1979年12月—1984年4月） - 刘德有（1979年12月—？） - 王明杰（？—？） - 赵常谦（？—？，常务副局长） - 黄友义（1993年10月—2013年12月） - 齐平景（2002年7月—2013年10月） - 郭晓勇（2002年12月—2013年12月，常务副局长） - 方正辉（2005年3月—2011年3月；2013年12月—2020年11月） - 陆彩荣（2011年3月—2024年，兼机关党委书记） - 周明伟（2003年12月—2009年7月，常务副局长）（副部长级） - 王刚毅（2013年12月—2018年） - 刘大为（2018年8月—2025年） - 高岸明（2018年9月—？，2020年1月起兼总编辑） - 于涛（2020年11月—，兼机关党委书记） - 于运全（2024年—） - 余应福（2025年7月—） |

| 中国外文出版发行事业局总编辑 …… - 高岸明（2020年1月—） | 中国外文出版发行事业局副总编辑 …… - 陈实（2023年—） - 李雅芳（2025年7月—） |

### 主办考试
- 全国翻译专业资格（水平）考试
- 国际中文通用翻译能力测试